# Centro Territorial de Educação Profissional do Piemonte da Diamantina II (CETEP)

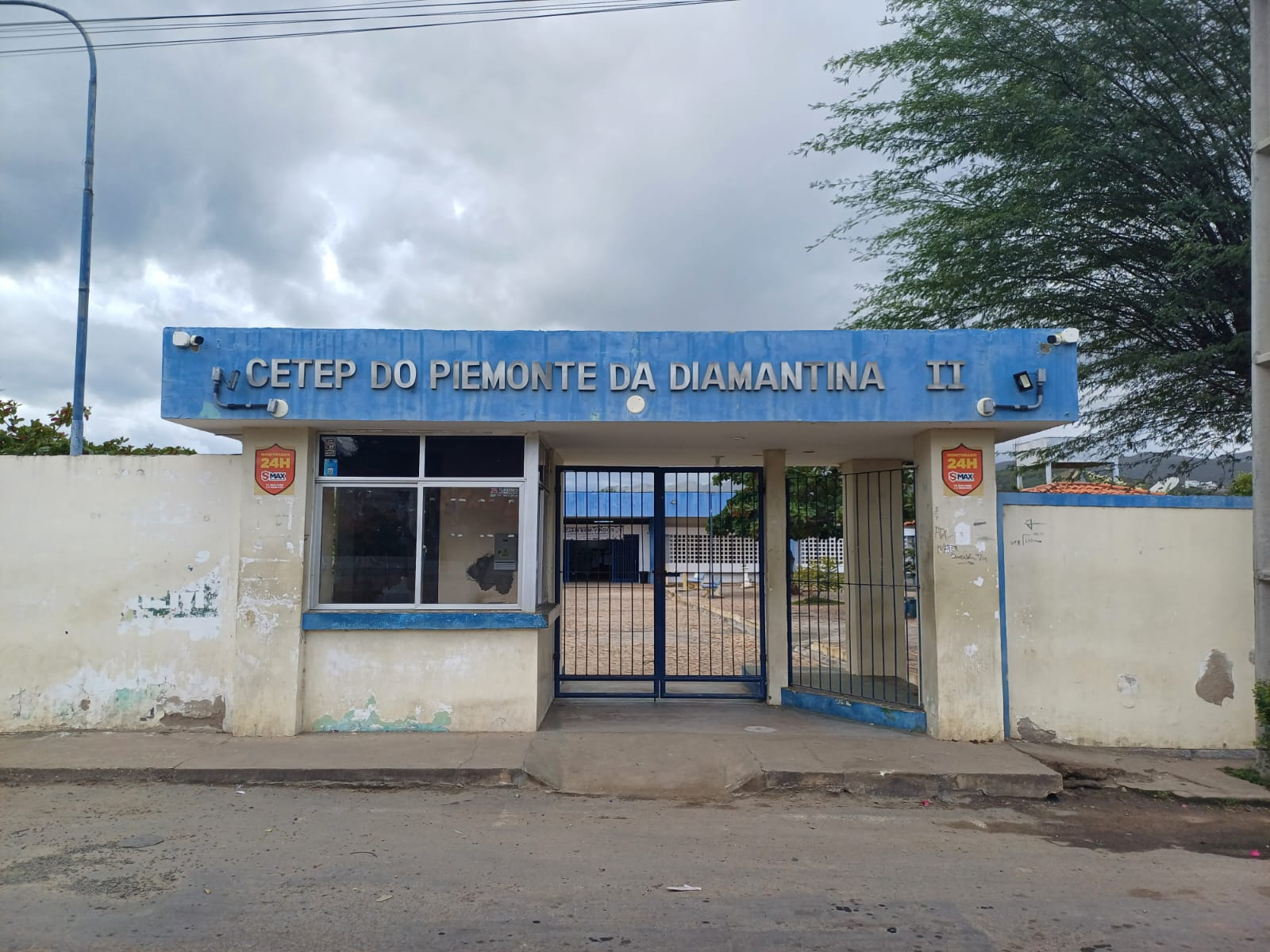
Fachada do Centro Territorial de Educação Profissional do Piemonte da Diamantina II

O Centro Territorial de Educação Profissional do Piemonte da Diamantina II (CETEP) é uma instituição pública de ensino estadual com mais de 30 anos localizada na Avenida Centenário n° 258, no bairro Nazaré, cidade de Jacobina, que oferece cursos técnicos e ensino médio integrado à educação profissional com base na demanda da cidade e região.
A referida a instituição oferece cerca de 19 cursos, propostos com base na demanda da região interiorana. Ademais, em 2023, a instituição conta nota 3,9 no Ideb e já no ano de 2024 possuía mais 1041 alunos matriculados no Ensino Médio, 17 no EJA (Educação de Jovens e Adultos) e 11 na Educação Especial.

## Fundação da Instituição
O colégio foi fundado em 07 de novembro de 1994 para atender a procura de educação em Jacobina e resolver a problemática vigente no ano em meio ao crescimento do número de alunos e a supersaturação da rede educacional da cidade. Tinha capacidade para receber cerca de 3.000  alunos, atendia do pré-escolar ao segundo grau e possuía uma estrutura com 20 salas de aula, na localidade disponibilizada pelo então Governador do Estado Antônio Imbassahy para inserir o maior número de crianças na educação e promover os recursos disponíveis para atender esses, numa articulação com a Secretária de Educação e Cultura Dirlene Mendonça. Esse  prédio tinha originalmente a função de atuar como hospital, mas foi designado para cumprir o papel na garantia de maior acesso à educação. Após sua inauguração, recebeu o nome de uma figura de referência para a educação em Jacobina e região: Professora Felicidade de Jesus Magalhães, ação em homenagem e reconhecimento ao legado da professora atuante na educação de Jacobina e nas regiões circunvizinhas nas décadas de 1940 a 1970.

## Ensino e formação profissionalizante

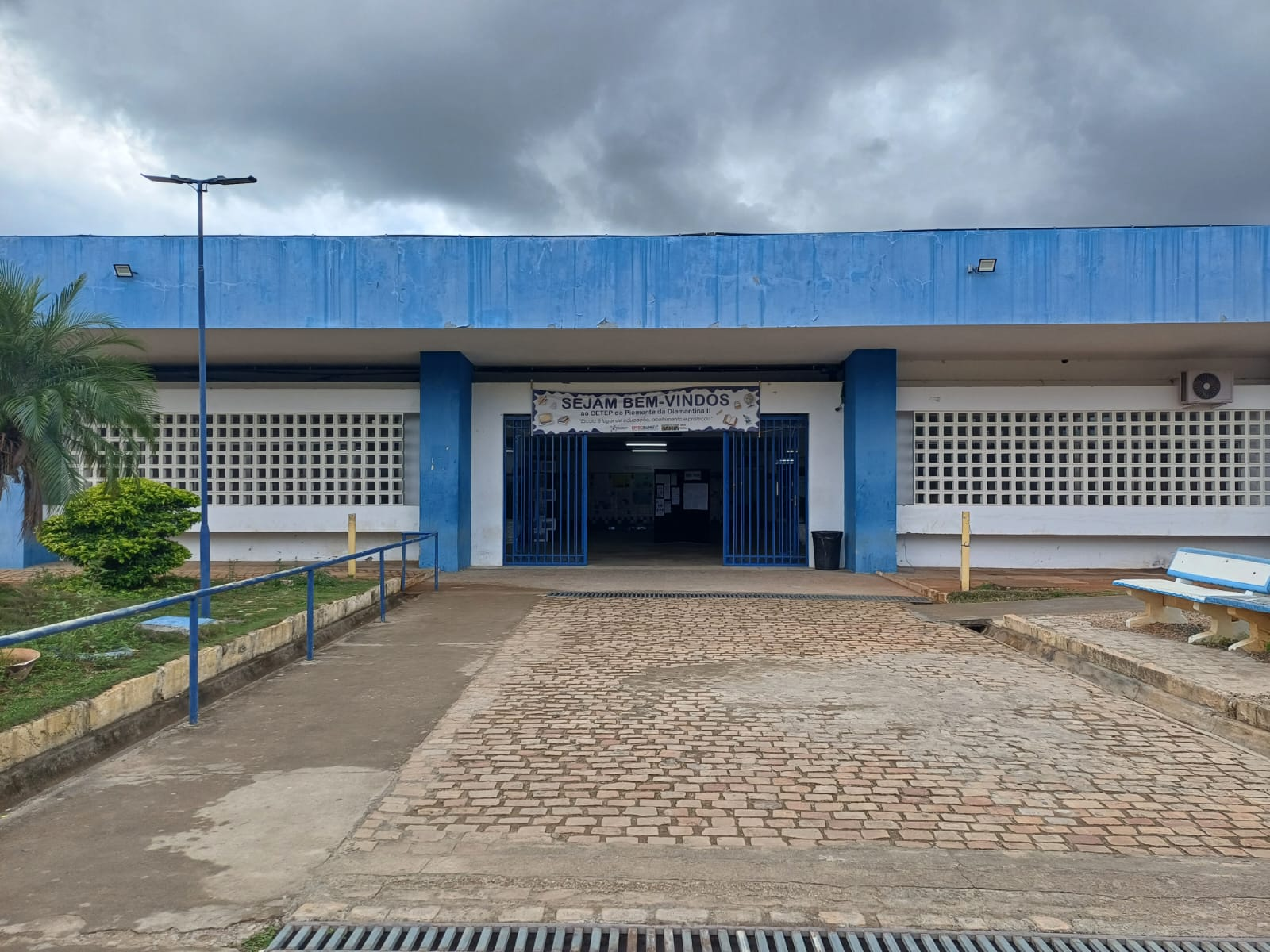
Entrada principal do CETEP do Piemonte da Diamantina II

O centro de ensino oferece programas de educação voltados para o ensino médio, cursos técnicos e Educação de Jovens e Adultos(EJA). Dentre esses, destaca-se a formação profissionalizante, que visa capacitar os alunos para o mercado de trabalho. No ano de 2025, o CETEP era referência por desenvolver pesquisa, inserindo-os em projetos como a feira de ciência que envolve discentes e professores.Esses projetos ocorrem anualmente e proporcionam aprendizado, criatividade e acabam inserindo esses estudantes no mundo acadêmico de pesquisas. Dentre eles, há um projeto intitulado, “Ciganos: sujeitos de direitos”, que foi realizado por alunos do CETEP, que foi finalista na Feira Brasileira de Ciências e Engenharia (FEBRACE), no ano de 2014.

## Reformulações na estrutura do CETEP
O ano de 2009 foi um marco na educação do CETEP, pois foi nesse ano que o primeiro curso profissionalizante foi adicionado à rede de ensino para atender o eixo dos negócios. Já no ano seguinte, os distritos de Itaitu e Cachoeira Grande foram adicionados ao plano de Ensino Médio no Campo por intermédio da tecnologia. Em 2012 é estabelecido o ensino técnico em Contabilidade para as turmas do EJA. No ano de 2013, o governo do Estado como uma das formas de cumprir algumas diretrizes que constam no plano nacional de educação (PNE) reformulou o antigo Colégio Professora Felicidade, que passou a oferecer cursos profissionalizantes como os de comércio, secretariado, manutenção, suporte em informática e administração.